# Saurenchelys cognita
Saurenchelys cognita är en fiskart som beskrevs av Smith, 1989. Saurenchelys cognita ingår i släktet Saurenchelys och familjen Nettastomatidae. Inga underarter finns listade i Catalogue of Life.